# Hochzirl
Hochzirl ist ein Ort in der Gemeinde Zirl in Tirol.

## Geographie
Die Rotte Hochzirl liegt zwischen 900 und 1000 m (Bahnhof 922 m ü. A.) und damit rund 300 m über dem Talboden des Inntals unterhalb des Brunstkopfes im Karwendel. Der Ort besteht aus dem Landeskrankenhaus Hochzirl, dem Bahnhof Hochzirl und einzelnen weiteren Gebäuden im Umkreis des Bahnhofs wie dem ehemaligen Gasthof Kaiser Max.
Hochzirl ist durch die Mittenwaldbahn mit Innsbruck und Seefeld verbunden und durch eine Stichstraße von Zirl erschlossen.

## Geschichte

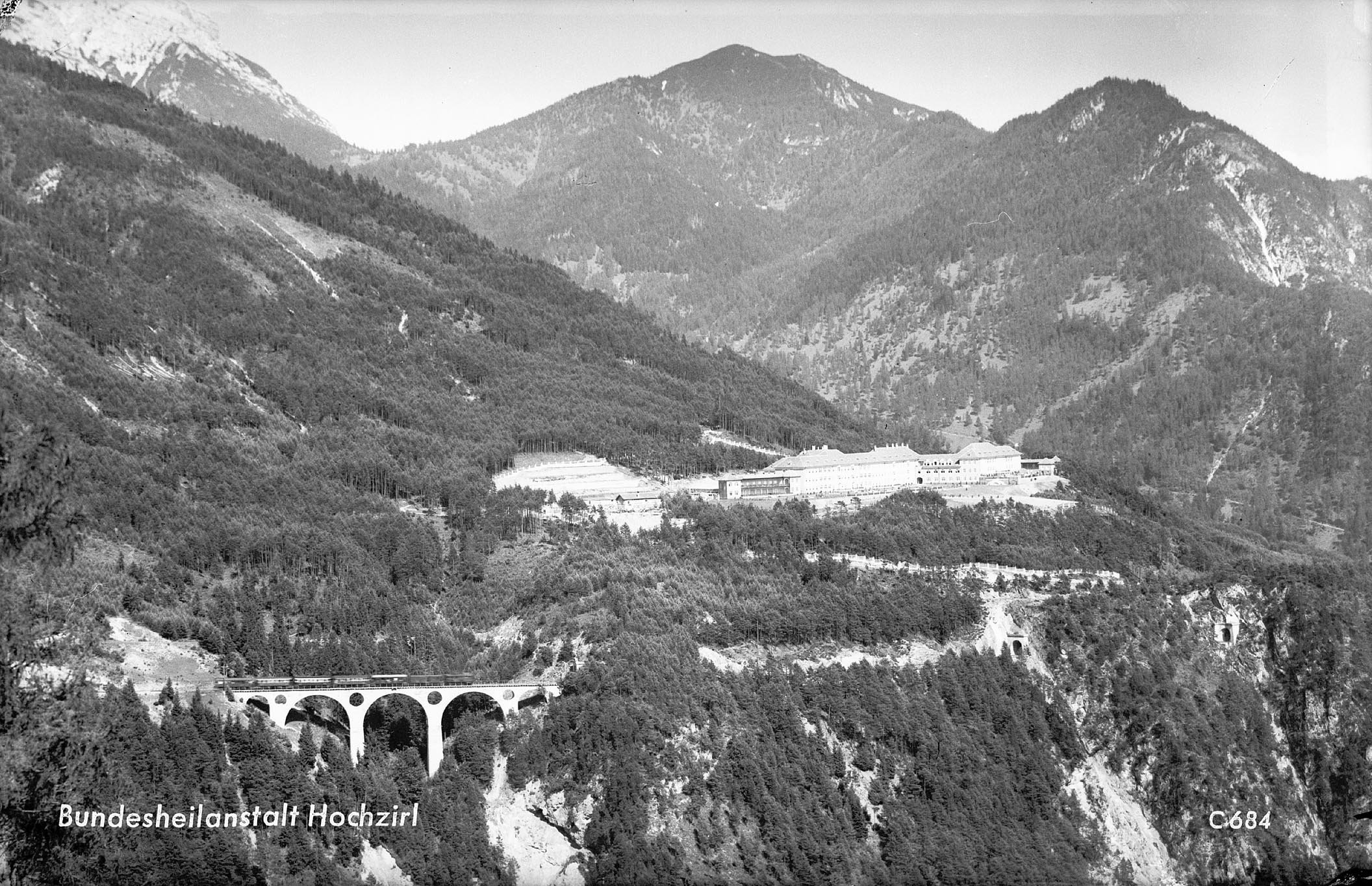
Bundesheilanstalt Hochzirl mit dem Vorbergviadukt der Mittenwaldbahn, 1959

1912 wurde die Mittenwaldbahn von Innsbruck nach Garmisch-Partenkirchen eröffnet. Der etwa auf halbem Weg zwischen Innsbruck Hauptbahnhof und Seefeld angelegte Kreuzungsbahnhof oberhalb von Zirl wurde Hochzirl genannt. 1917, während des Ersten Weltkriegs, plante das Kriegsfürsorgeamt, eine Militärheilstätte für Offiziere und Mannschaft auf der darüber liegenden Vorbergalpe zu errichten. Der Rohbau wurde 1921 von der Krankenversicherungsanstalt der Bundesangestellten (KVA) übernommen und 1924 als Lungenheilstätte nach dem Vorbild von Davos eröffnet. 1964 wurde die Anlage vom  Land Tirol erworben und 1995 erweitert.

## Bahnhof

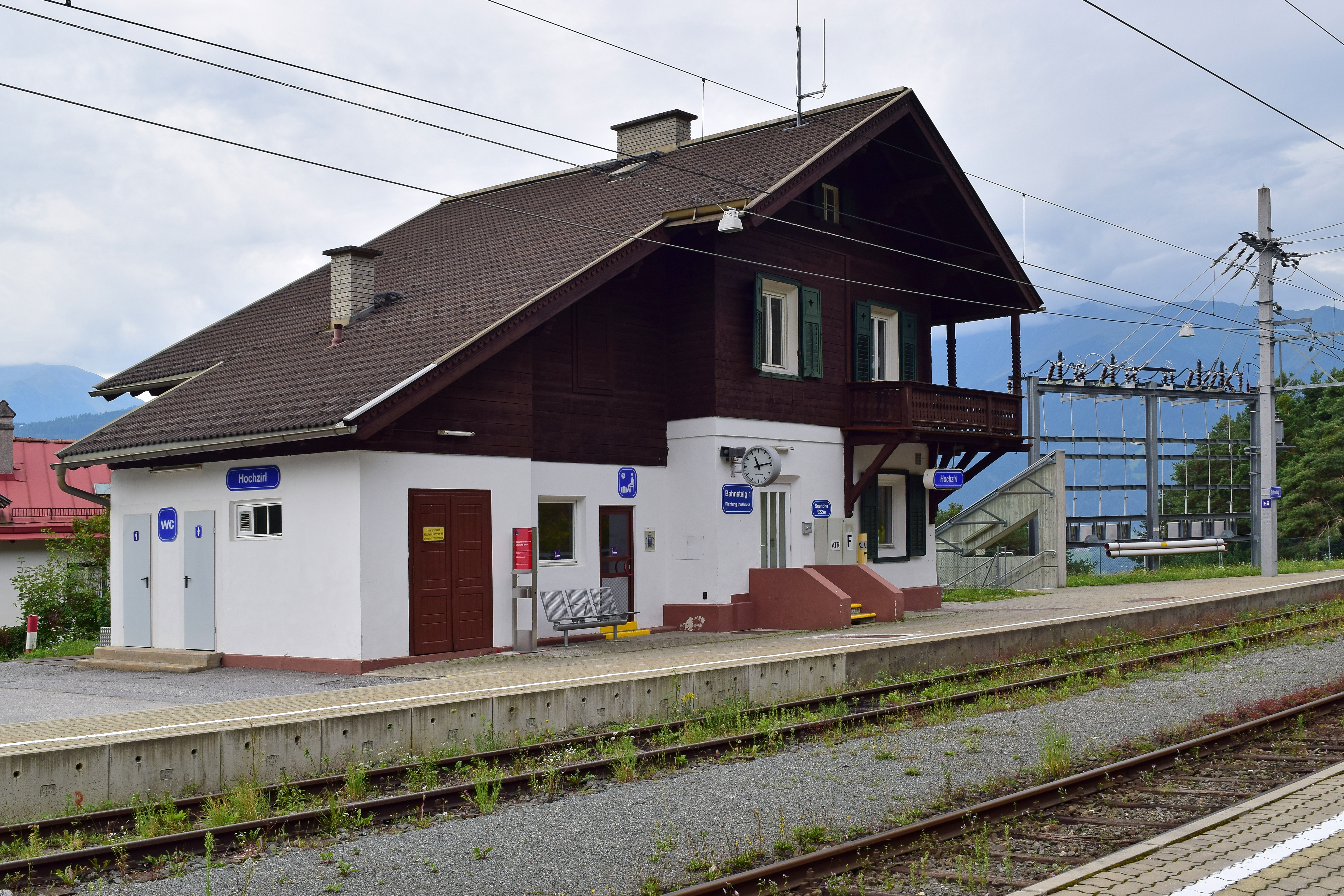
Aufnahmsgebäude Hochzirl

Der 1912 eröffnete Bahnhof dient als Kreuzungsbahnhof und ist Halt der Linie 6 der S-Bahn Tirol sowie von REX-Zügen Richtung Innsbruck Hbf und Scharnitz bzw. Garmisch-Partenkirchen.
Das zweigeschoßige Aufnahmsgebäude mit Satteldach ist wie andere Bahnhöfe der Strecke im Heimatstil gehalten und weist einen auf drei Seiten umlaufenden Balkon auf. Es entspricht in seiner Bauweise dem Regeltyp für kleinere Stationen der k.k. Staatsbahnen um 1900, wie sie auch im übrigen Österreich errichtet wurden. Das Aufnahmsgebäude und das auf der anderen Seite der Gleise gelegene Gütermagazin stehen unter Denkmalschutz.

## Landeskrankenhaus

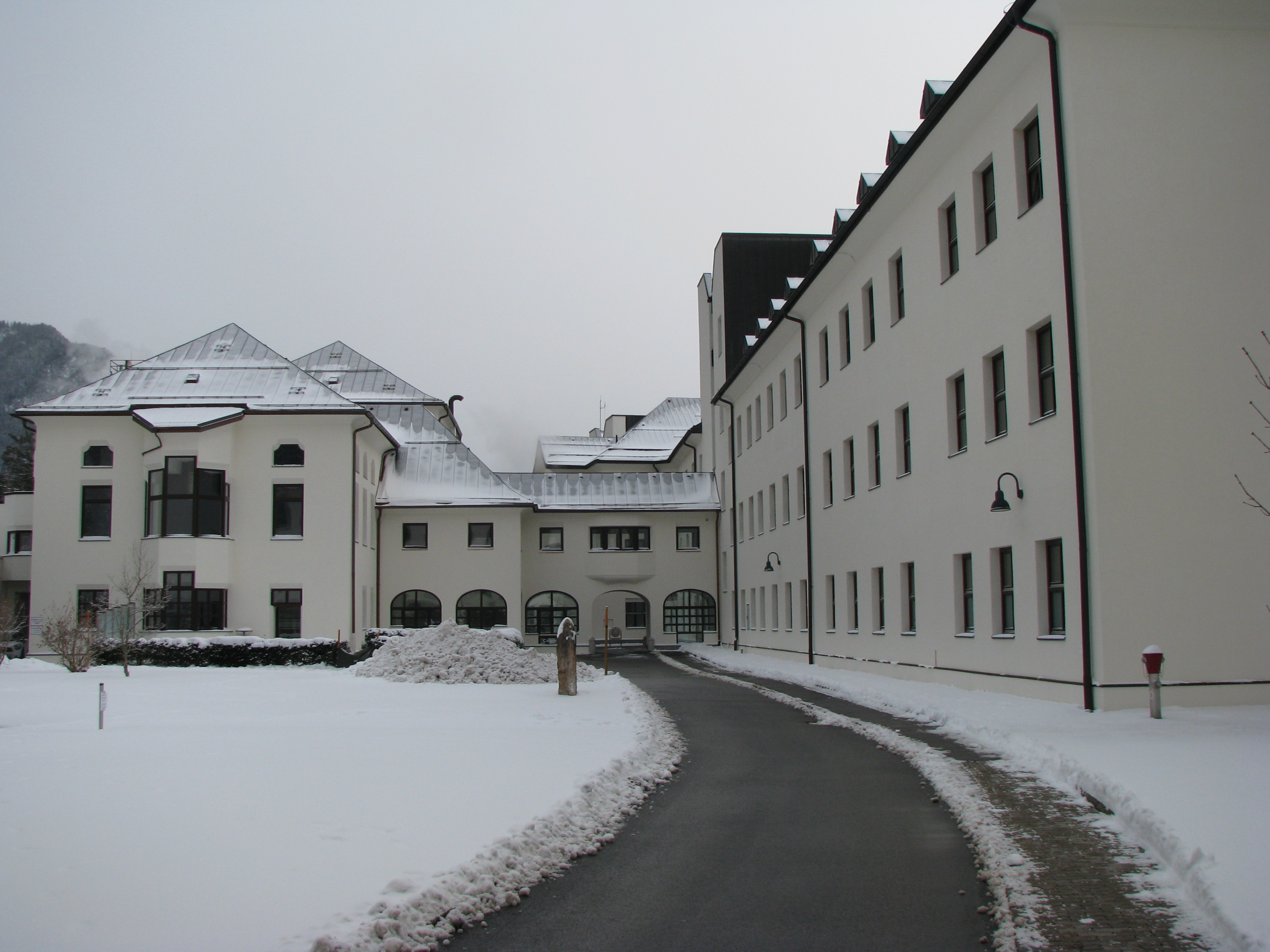
Landeskrankenhaus

Das als Militärheilstätte geplante und von 1924 bis 1964 als Lungenheilanstalt betriebene Krankenhaus verfügt heute über 200 Betten und hat die Schwerpunkte Neurologie und Innere Medizin.

## Standseilbahn
Zur Verbindung des Krankenhauses mit dem tiefer gelegenen Bahnhof wurde 1925 eine Standseilbahn mit 1000 mm Spurweite errichtet, die auf 260 m Länge einen Höhenunterschied von 75 m bei einer konstanten Neigung von 30 % überwand. Der Antrieb erfolgte in der Bergstation mit 110 V Drehstrom und einer Leistung von 18,4 kW. Zwei Wagen, ein Personenwagen für 10 Fahrgäste und ein Lastenwagen für ca. 1000 kg Ladung, waren im Pendelbetrieb im Einsatz. Die Bahn wurde von 1952 bis 1954 saniert, aber in den 1960er Jahren stillgelegt.